# ماثيو كلاين (كاتب)
ماثيو كلاين (بالإنجليزية: Matthew Klein)‏ هو كاتب أمريكي، ولد في 2 ديسمبر 1968 في نيويورك في الولايات المتحدة.